# Anicetus Bongsu Antonius Sinaga
Anicetus Bongsu Antonius Sinaga (Nagadolok, 25 settembre 1941 – Medan, 7 novembre 2020) è stato un arcivescovo cattolico indonesiano.

## Biografia
Anicetus Bongsu Antonius Sinaga nacque a Nagadolok il 25 settembre 1941.

### Formazione e ministero sacerdotale
Il 13 dicembre 1969 fu ordinato presbitero per l'Ordine dei frati minori cappuccini. Nel 1975 completò gli studi di dottorato presso l'Università Cattolica di Lovanio, in Belgio, con una dissertazione intitolata "The Toba-Batak High God: Transcendence and Immanence". L'opera analizza la spiritualità del popolo Toba Batak e dopo un'ulteriore revisione e integrazione fu pubblicata.
L'11 novembre 1978 papa Paolo VI lo nominò prefetto apostolico di Sibolga.

### Ministero episcopale
Il 24 ottobre 1980 papa Giovanni Paolo II elevò la prefettura apostolica a diocesi con la bolla Sibolgaënses res e lo nominò vescovo. Ricevette l'ordinazione episcopale il 6 gennaio successivo nella basilica di San Pietro in Vaticano dallo stesso pontefice co-consacranti l'arcivescovo Giovanni Canestri, vicegerente della diocesi di Roma, e il vescovo di Luz Belchior Joaquim da Silva Neto.
Il 3 gennaio 2004 lo stesso pontefice lo nominò arcivescovo coadiutore di Medan. Il 12 febbraio 2009 succedette alla medesima sede.
Il 22 settembre 2018 venne nominato anche amministratore apostolico di Sibolga.
L'8 dicembre 2018 papa Francesco accettò la sua rinuncia al governo pastorale dell'arcidiocesi di Medan per raggiunti limiti di età. Il 2 febbraio successivo accolse in diocesi il suo successore.
Nell'ottobre del 2011 e nel giugno del 2019 compì la visita ad limina.
È ricordato come un prelato umile, ma di mentalità aperta, che aveva a cuore le culture, in particolare quella dei batak. In ogni incontro formale e non formale, ricordava spesso l'importanza di vedere i valori cristiani nelle culture.
Nella seconda metà dell'ottobre del 2020 risultò positivo al nuovo coronavirus SARS-CoV-2. Morì all'ospedale "Santa Elisabetta" di Medan intorno alle ore 18 del 7 novembre 2020 all'età di 79 anni per COVID-19. Le esequie si tennero il giorno successivo alle ore 17 nella cattedrale di Santa Maria a Medan e furono presiedute da monsignor Kornelius Sipayung, suo successore. La salma del defunto vescovo venne quindi traslata a Sibolga dove il 10 novembre alle ore 14 si tenne un secondo rito esequiale. Al termine del rito fu sepolto nel complesso del seminario minore "San Pietro" ad Aek Tolang, presso Sibolga.

## Genealogia episcopale
La genealogia episcopale è:
- Cardinale Scipione Rebiba
- Cardinale Giulio Antonio Santori
- Cardinale Girolamo Bernerio, O.P.
- Arcivescovo Galeazzo Sanvitale
- Cardinale Ludovico Ludovisi
- Cardinale Luigi Caetani
- Cardinale Ulderico Carpegna
- Cardinale Paluzzo Paluzzi Altieri degli Albertoni
- Papa Benedetto XIII
- Papa Benedetto XIV
- Papa Clemente XIII
- Cardinale Enrico Benedetto Stuart
- Papa Leone XII
- Cardinale Chiarissimo Falconieri Mellini
- Cardinale Camillo Di Pietro
- Cardinale Mieczysław Halka Ledóchowski
- Cardinale Jan Maurycy Paweł Puzyna de Kosielsko
- Arcivescovo Józef Bilczewski
- Arcivescovo Bolesław Twardowski
- Arcivescovo Eugeniusz Baziak
- Papa Giovanni Paolo II
- Arcivescovo Anicetus Bongsu Antonius Sinaga, O.F.M.Cap.